# J・R・ウォード
J・R・ウォード（J.R. Ward、本名：ジェシカ・ロウリー・ペル・バード・ブラックモア〈Jessica Rowley Pell Bird Blakemore〉、1969年 - ）は、アメリカ合衆国の小説家。マサチューセッツ州出身。旧姓の本名、ジェシカ・バード（Jessica Bird）名義で現代ロマンス小説を、J・R・ウォード名義でパラノーマル・ロマンス小説を発表している。アメリカロマンス作家協会のリタ賞を受賞している。

## 経歴
1969年、マサチューセッツ州に生まれる。子供の頃から書くことが好きで、日記などだけでなく短編の物語なども書いていた。大学進学前に初めてロマンス小説を書いて以後、定期的に書くようになるが、その時はまだ自分のためであった。スミス大学に進学し、中世の歴史と美術史を専攻する。アルバニー・ロー・スクールで学位を取得し、ヘルスケア関連機関に勤務し、ボストンのベス・イスラエル・ディーコネス医療センターではチーフスタッフを務めた。
2001年に結婚。夫の薦めでエージェントを探し、2002年に処女作となる現代ロマンス小説"Leaping Hearts" を上梓。何年か経った後、ヴァンパイアが住む世界を舞台としたパラノーマル・ロマンス小説"Black Dagger Brotherhood" シリーズの執筆をJ・R・ウォード名義で始める。
前の作品のキャラクターを登場させる手法が好きで、そのプロセスを「別の友達を通じて友達と会う感じ」と例えている。登場するヒーローは強く、生意気で、横柄だがより優れている“最優位雄”で、ヒロインは強く賢い設定が多い。
2007年、"From the First" でアメリカロマンス作家協会よりリタ賞の現代短編ロマンス部門を受賞。また、ロマンティック・タイムズのレビュアーズ・チョイス賞に6度ノミネートされ、"Lover Awakened" で1度受賞した。

## 作品リスト

### ジェシカ・バード名義
原書はジェシカ・バード名義だが、J・R・ウォード名義で邦訳されている。
| 邦題                     | 原題                       | シリーズ            | 刊行年月  | 刊行年月   | 訳者       | 出版社             |
| ------------------------ | -------------------------- | ------------------- | --------- | ---------- | ---------- | ------------------ |
|                          | Leaping Hearts             |                     | 2002年7月 |            |            |                    |
| くちづけに震える黄金     | Heart of Gold              |                     | 2003年6月 | 2013年6月  | 小田川佳子 | ヴィレッジブックス |
|                          | An Unforgettable Lady      |                     | 2004年3月 |            |            |                    |
|                          | An Irresistible Bachelor   |                     | 2004年3月 |            |            |                    |
|                          | Beauty and the Black Sheep | Moorehouse Legacy 1 | 2005年7月 |            |            |                    |
| この手はあなたに届かない | His Comfort and Joy        | Moorehouse Legacy 2 | 2006年1月 | 2014年1月  | 琴葉かいら | ハーレクイン       |
|                          | From The First             | Moorehouse Legacy 3 | 2006年4月 |            |            |                    |
|                          | A Man in a Million         | Moorehouse Legacy 4 | 2007年1月 |            |            |                    |
| 夜明けを待ちわびて       | The Billionaire Next Door  | O'Banyon Brothers 1 | 2007年8月 | 2012年11月 | 山本やよい | ハーレクイン       |

### J・R・ウォード名義

#### ブラック・ダガー・ブラザーフッド シリーズ
| #  | 邦題               | 原題            | 刊行年月  | 刊行年月   | 訳者     | 出版社   |
| -- | ------------------ | --------------- | --------- | ---------- | -------- | -------- |
| 1  | 黒き戦士の恋人     | Dark Lover      | 2005年9月 | 2008年08月 | 安原和見 | 二見書房 |
| 2  | 永遠なる時の恋人   | Lover Eternal   | 2006年3月 | 2009年05月 | 安原和見 | 二見書房 |
| 3  | 運命を告げる恋人   | Lover Awakened  | 2006年9月 | 2009年11月 | 安原和見 | 二見書房 |
| 4  | 闇を照らす恋人     | Lover Revealed  | 2007年3月 | 2011年06月 | 安原和見 | 二見書房 |
| 5  | 情熱の炎に抱かれて | Lover Unbound   | 2007年9月 | 2015年02月 | 安原和見 | 二見書房 |
| 6  | 漆黒に包まれる恋人 | Lover Enshrined | 2008年6月 | 2017年02月 | 安原和見 | 二見書房 |
| 7  |                    | Lover Avenged   | 2009年4月 |            |          |          |
| 8  |                    | Lover Mine      | 2010年5月 |            |          |          |
| 9  |                    | Lover Unleashed | 2011年3月 |            |          |          |
| 10 |                    | Lover Reborn    | 2012年3月 |            |          |          |
| 11 |                    | Lover at Last   | 2013年3月 |            |          |          |
| 12 |                    | The King        | 2014年4月 |            |          |          |

中編
- Father Mine: Zsadist and Bella's Story (2008.10) – 電子書籍

付録?
- The Black Dagger Brotherhood: An Insider's Guide (2008.10)

#### Fallen Angels シリーズ
1. Covet (2009.9)
2. Crave (2010.10)
3. Envy (2011.9)
4. Rapture (2012.9)
5. Possession (2013.10)
6. Immortal (2014.10)